# Menara ExxonMobil
La Menara ExxonMobil est un gratte-ciel de 126 mètres de hauteur construit en 1998 (selon Skyscraperpage) à Kuala Lumpur, en Malaisie.
Il abrite des bureaux sur 30 étages.
L'architecte est l'agence Kumpulan Senireka Sdn Bhd